# Alanna Masterson

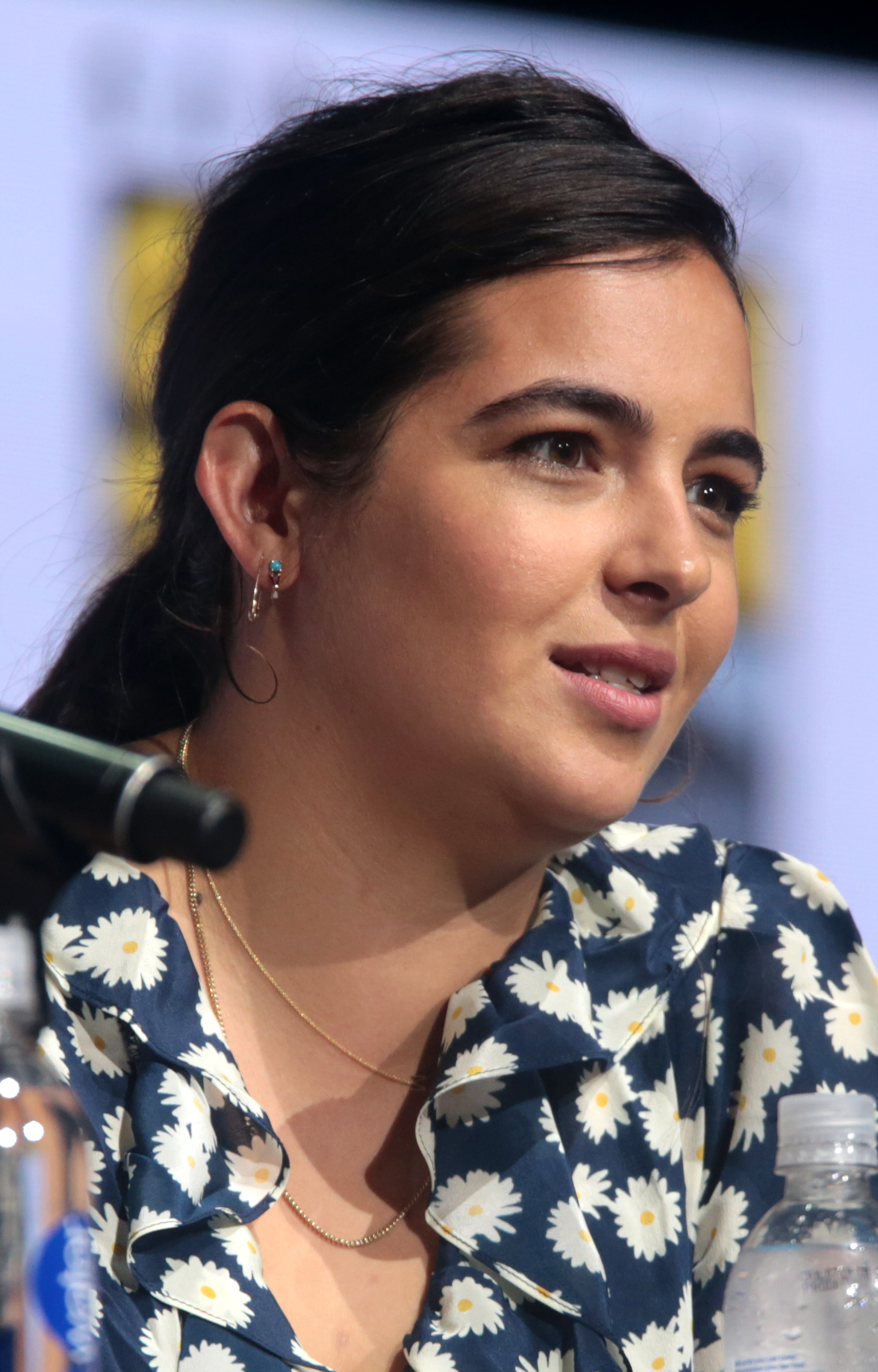
Alanna Masterson auf der Comic-Con (2017)

Alanna Masterson (* 27. Juni 1988 in Long Island, New York) ist eine US-amerikanische Schauspielerin.

## Leben und Karriere
2006 war sie in der Comedyserie Malcolm mittendrin zu sehen. Sie spielte 2009 in jeweils einer Folge in den Serien Terminator: The Sarah Connor Chronicles und Grey’s Anatomy mit.
Von 2013 bis 2019 verkörperte Alanna Masterson in der Fernsehserie The Walking Dead die Rolle der Tara Chambler. Während der vierten Staffel gehörte sie zur Nebenbesetzung, ab der fünften Staffel hatte sie eine Hauptrolle inne.
Masterson ist die Tochter von Carol Masterson und dem früheren australischen Rugbyspieler Joe Reaiche. Sie hat einen Bruder, Jordan, und zwei Halbbrüder, Danny und Christopher Masterson. Ihre Schwägerin ist Bijou Phillips, die mit Danny Masterson seit 2011 verheiratet ist. Ihr Cousin ist Angus T. Jones. Wie ihre Familie ist Masterson Anhängerin von Scientology. Masterson hat seit 2005 keinen Kontakt zu ihrem Vater, nachdem dieser seine Mitgliedschaft bei Scientology aufgab.
Mitte November 2015 wurden Masterson und ihr Freund Brick Stowell Eltern eines Kindes.

## Filmografie (Auswahl)
- 1994–1995: Schatten der Leidenschaft (Seifenoper)
- 2006: Malcolm mittendrin (Malcolm in the Middle, Fernsehserie, Folge 7x10)
- 2008: Greek (Fernsehserie, Folge 1x22)
- 2009: Terminator: The Sarah Connor Chronicles (Fernsehserie, Folge 2x15)
- 2009: Grey’s Anatomy (Fernsehserie, Folge 6x08)
- 2010: First Day (Fernsehserie, 7 Folgen)
- 2011: Peach Plum Pear
- 2013–2019: The Walking Dead (Fernsehserie, 56 Folgen)
- 2014: Men at Work (Fernsehserie, Folge 3x07)
- 2018: Younger (Fernsehserie, 3 Folgen)
- 2018: Afraid
- 2018: Unersetzlich (Irreplaceable You)